# Leon Opitz
Leon Opitz (* 11. April 2005 in Bad Oldesloe) ist ein deutscher Fußballspieler, der vorwiegend als Mittelfeldspieler auf der linken Außenbahn eingesetzt wird. Er steht derzeit bei Werder Bremen unter Vertrag.

## Werdegang
Opitz begann das Fußballspielen im Kindesalter zunächst im schleswig-holsteinischen Kreis Stormarn beim SV Preußen Reinfeld, TSV Zarpen und SV Eichede, bevor er sich dem VfB Lübeck anschloss. Im Jahr 2016 wechselte Opitz in das Nachwuchsleistungszentrum (NLZ) des Hamburger SV, wo er zwischen 2016 und 2020 weiter ausgebildet wurde. Im Sommer 2020 wechselte Opitz schließlich in das NLZ von Werder Bremen.
Bei Werder Bremen spielte Opitz zunächst in der B-Junioren-Bundesliga Nord/Nordost, anschließend in der A-Junioren-Bundesliga Nord/Nordost. Mitte März 2023 stand er unter Ole Werner erstmals bei einem Bundesligaspiel im Spieltagskader, wurde allerdings nicht eingesetzt. Anfang Mai 2023 folgte für die zweite Mannschaft in der viertklassigen Regionalliga Nord sein erster Einsatz im Herrenbereich. Zur Saison 2023/24 rückte der 18-Jährige fest in den Profikader auf. Am 1. Spieltag gab er gegen den FC Bayern München sein Debüt, als er in der Schlussphase eingewechselt wurde. Nachdem er auch an den folgenden beiden Spieltagen im Spieltagskader stand, unterschrieb er im September 2023 einen Profivertrag bei Werder Bremen. Parallel kam Opitz weiterhin in der U19 zum Einsatz, für die er in dieser Spielzeit letztmals spielberechtigt war. Zudem kam er auch zu Einsätzen für die zweite Mannschaft, die 2023 in die Bremen-Liga abgestiegen war.

### Nationalmannschaft
Opitz spielte für die deutsche U-18-Nationalmannschaft (vier Spiele, ein Tor), bevor er im September 2023 sein Debüt für die deutsche U-19-Nationalmannschaft gab.